# 丘俊孫
丘俊孫（1606年—1686年），字籲之，號德峻，江南淮安府山阳县人，明末清初官員。崇禎十六年進士。

## 生平
生於明萬曆丙午年八月初二日。天啓七年（1627年）丁卯科應天鄉試第一百四十八名舉人，崇祯十六年（1643年）癸未科進士。
明亡仕清，授户部主事，兼兵部職方司主事，督四鎮餉。随清军下江南，劝降六合县。管理滸墅關。明年，司後湖圖籍。閱二年，至京師，改刑部，歷官郎中，覃恩加一級，廕一子入監讀書。出知漢陽府，以收粮有方，實加一級，特擢山西布政使司右參政，分守冀宁道。被劾免官归里。卒於康熙丙寅年十月初六日，壽八十有一。

## 家族
曾祖丘璪，祖丘嵩。父丘廪，以子貴，累贈朝議大夫。元配張氏，累封淑人，先于十六年卒，長子象觀，次象恆，俱諸生，早卒。丘象升，順治乙未進士，大理寺寺副，前翰林院侍講；丘象隨，拔貢生，御試博學宏詞，翰林院檢討；象益，諸生。俱張淑人出。象艮，歲貢生，候補訓導。長庚，殤，同升、如升，俱國學生，候補序班。俱側室管氏出。長女適貢生王家植，次適貢生劉芳譽，翰林院侍讀喬萊，候補理問尚玉弼，廕生王裕德，俱張淑人出。次適國學生杜象昭，諸生喬藎、潘閥盛，國學生陳模、沈洢，幼許諸生楊斐蒨，俱管氏出。